# Porco Hereford
O Hereford, muitas vezes chamado de Hereford Hog, é uma raça de porco doméstico cujo nome se deve à sua cor e padrão, que é semelhante ao da raça de gado Hereford: vermelho com o rosto branco.

## Origens e história
Originário dos Estados Unidos, o Hereford é uma variedade rara de suíno que foi criada a partir de uma síntese de Duroc, Polônia China e talvez alguns Chester White ou Hampshire. Foi desenvolvido pela primeira vez de 1920 a 1925.
O Hereford foi selecionado tanto pelo desempenho quanto por sua coloração marrom-avermelhada e branca exclusiva que lembra o gado Hereford. A raça sempre foi mais popular no Centro-Oeste dos Estados Unidos, especialmente em Illinois, Iowa e Indiana. A raça cresceu em número até meados do século XX, mas na década de 1960 as populações despencaram devido a uma mudança na preferência das operações comerciais de suínos, longe dos porcos de raça pura e em direção aos híbridos. Hoje, a American Livestock Breeds Conservancy inclui a raça em sua lista de observação e estima-se que aproximadamente 2.000 animais reprodutores permaneçam.